# Birgit Schmid
Birgit Schmid (* 1972 in Aarau) ist eine Schweizer Journalistin und Autorin.

## Werdegang
Schmid studierte Germanistik, Kunstgeschichte und Komparatistik an der Universität Zürich. 2004 wurde sie bei Peter von Matt mit ihrer Dissertation über die literarische Identität des Drehbuchs, untersucht am Fallbeispiel Agnes von Peter Stamm, promoviert. Anschließend arbeitete sie als Filmkritikerin, unter anderem für die Neue Luzerner Zeitung und als freie Journalistin für diverse Schweizer Zeitungen, war stellvertretende Chefredakteurin beim Magazin, bevor sie 2015 in die Redaktion der Neuen Zürcher Zeitung wechselte, bei der sie den Wochenendbund mitverantwortet und bis Herbst 2022 wöchentlich eine Kolumne zum Thema Beziehungen schrieb. Seit Sommer 2022 ist sie Redaktorin im Feuilleton.

## Publikationen
- Schönheit der Trauer. Echtzeit Verlag, Basel 2022, ISBN 978-3-906807-32-4.
- In jeder Beziehung: 84 Mal. rüffer & rub, Zürich 2019, ISBN 978-3-906304-52-6.
- Freie Liebe ist für Feige: Lob der Eifersucht. zu Klampen Verlag, Springe 2018, ISBN 978-3-86674-575-9.
- Lieben mich meine Katzen? Eine Recherche. Echtzeit Verlag, Basel 2016, ISBN 978-3-905800-90-6.

## Auszeichnungen
- 2024: Zürcher Journalistenpreis für das Porträt der Künstlerin Miriam Cahn «Da jagt es mir den Zapfen ab» in der NZZ
- 2008: Pfizer Journalistenpreis für ihren Beitrag «Wo brennts denn?» im Magazin[5]
- 2007: Pro Mente Sana-Medienpreis für den Artikel «Die Sucht nach Jugend» (annabelle 02/2007)